# Isabela Merced
Isabela Yolanda Moner, från 2019 artistiskt Isabela Merced, född 10 juli 2001 i Cleveland, Ohio, är en amerikansk skådespelare och sångare. Hon är känd för sin huvudroll i Nickelodeon-serien 100 Things to Do Before High School och för rollen som Izabella i Transformers: The Last Knight samt för huvudrollen i Dora and the Lost City.

## Filmografi

### Film
- 2013 – The House That Jack Built
- 2015 – Splitting Adam
- 2016 – Legends of the Hidden Temple
- 2016 – Middle School: The Worst Years of My Life
- 2017 – Transformers: The Last Knight
- 2017 – The Nut Job 2: Nutty by Nature (röst)
- 2018 – Sicario: Day of the Soldado
- 2018 – Instant Family
- 2019 – Dora and the Lost City
- 2019 – Let It Snow
- 2021 – Spirit Untamed
- 2021 – Sweet Girl
- 2022 – Father of the Bride
- 2022 – Rosaline
- 2024 – Madame Web
- 2024 – Turtles All the Way Down
- 2024 – Alien: Romulus
- 2025 – Superman

### TV
- 2014 – Growing Up Fisher (TV-serie)
- 2014–2017 – Dora and Friends: Into the City! (TV-serie)
- 2014–2016 – 100 Things to Do Before High School (TV-serie)
- 2015 – Splitting Adam (TV-serie)
- 2016 – Legends of the Hidden Temple (TV-serie)
- 2019 – The Amazing Race Canada (TV-serie)
- 2020 – KidsTogether: The Nickelodeon Town Hall (TV-serie)
- 2021 – Maya och de tre (TV-serie)
- 2025 – The Last of Us (TV-serie)

## Utmärkelser och nomineringar
| År   | Utmärkelser              | Kategori                                | Nominerat verk                            | Resultat  |
| ---- | ------------------------ | --------------------------------------- | ----------------------------------------- | --------- |
| 2015 | Imagen Awards            | Best Young Actress – Television         | 100 Things to Do Before High School       | Nominerad |
| 2016 | Imagen Awards            | Best Young Actor – Television           | 100 Things to Do Before High School       | Vann      |
| 2017 | Teen Choice Awards       | Choice Summer Movie Actress             | Transformers: The Last Knight             | Nominerad |
| 2017 | CinemaCon Award          | Rising Star of the Year                 | Sig själv                                 | Vann      |
| 2017 | Young Entertainers Award | Best Young Ensemble Cast - Feature Film | Middle School: The Worst Years of My Life | Nominerad |
| 2019 | Young Entertainers Award | Best Leading Young Actress              | Instant Family                            | Vann      |
| 2019 | Imagen Awards            | Best Actress – Feature Film             | Instant Family                            | Vann      |